# 3721 Widorn
3721 Widorn este un asteroid din centura principală, descoperit pe 13 octombrie 1982 de Edward Bowell.